# 미터협약

미터 협약 회원국:
회원국
준가맹국
전 회원국

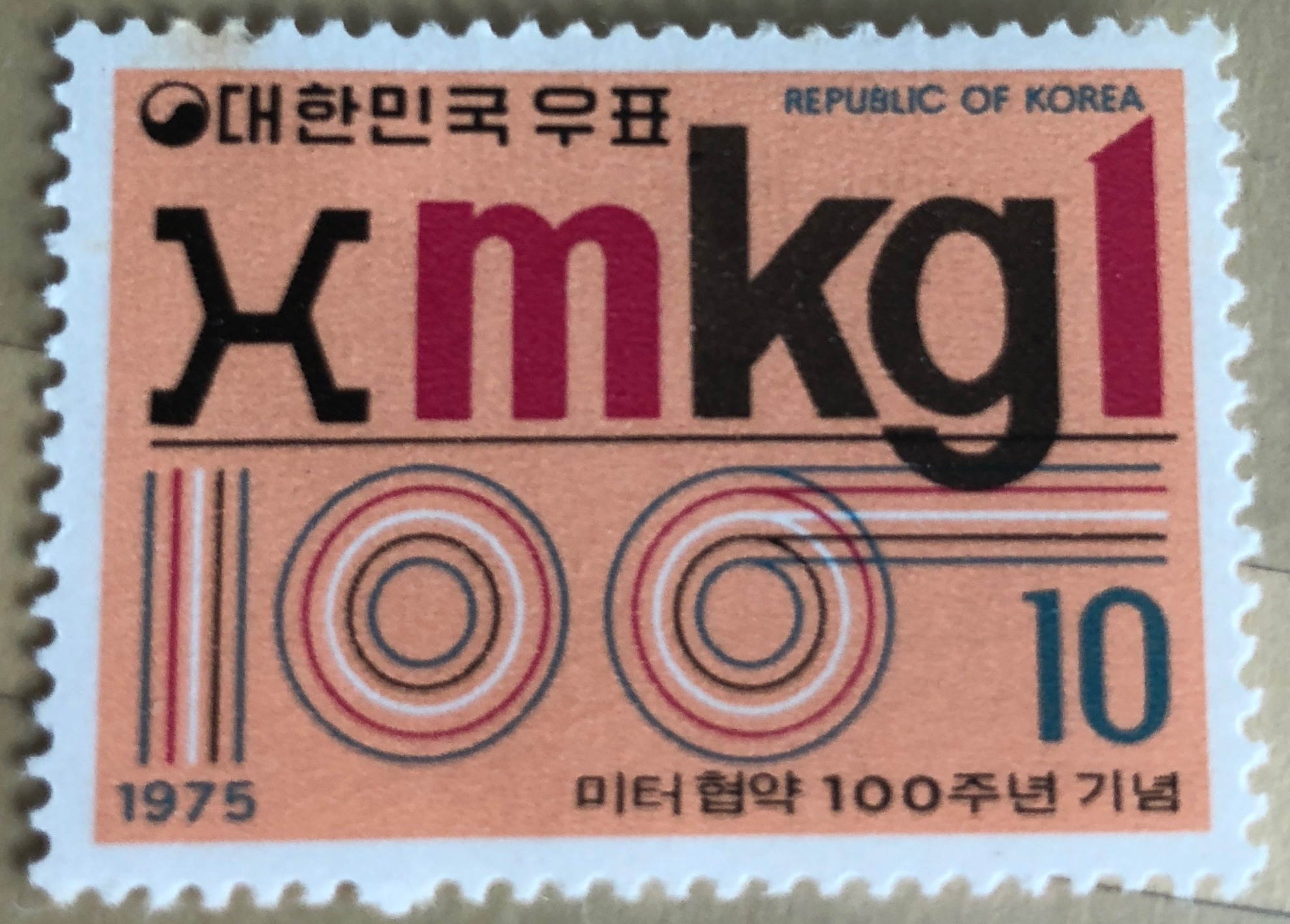
미터협정 100주년 기념 우표

미터협약(프랑스어: Convention du Mètre, 영어: Metre Convention) 또는 미터조약은 1875년 5월 20일, 프랑스 파리에서 17개 나라에 의해 체결된 도량형에 관한 조약이다. 처음에는 길이와 질량의 단위에 대한 표준에만 관심을 두었으나, 1921년 국제 도량형 총회에서 모든 물리량을 다루도록 확장되었다. 1960년 제 11차 총회에서 기존 미터법 단위계를 정비하여 새로이 국제단위계를 만들었다.
미터협약을 통해 3개의 주요 기구가 만들어졌다.
- 국제 도량형 총회(CGPM) - 매 4~6년마다 모든 회원국 대표가 참석하는 회의
- 국제 도량형 위원회(CIPM) - 18개국 출신의 18명 도량형학자로 구성된 자문 기구
- 국제 도량형국(BIPM) - 프랑스 세브르 소재의 사무국. 국제 킬로그램 원기를 보관하고 있다.

## 협약 가맹국
최초에는 17개국이 가입했으나, 1900년에는 21개국으로 늘어났고, 1950년 32개국, 1975년 44개국, 1997년 48개국, 2001년 49개국이 되었다. 2005년 현재, 51개 가맹국가들 보관됨 2007-02-04 - 웨이백 머신:
- 그리스
- 남아프리카 공화국
- 네덜란드
- 노르웨이
- 뉴질랜드
- 대한민국
- 덴마크
- 도미니카 공화국
- 독일
- 러시아
- 루마니아
- 말레이시아
- 몬테네그로
- 멕시코
- 미국 (그러나 아직 미국 단위계를 사용하고 있다.)
- 베네수엘라
- 벨기에
- 불가리아
- 브라질
- 세르비아
- 스웨덴
- 스위스
- 스페인
- 슬로바키아
- 싱가포르
- 아르헨티나
- 아일랜드
- 영국
- 오스트레일리아
- 오스트리아
- 우루과이
- 이란
- 이스라엘
- 이집트
- 이탈리아
- 인도네시아
- 인도
- 일본
- 조선민주주의인민공화국
- 중화인민공화국
- 체코
- 칠레
- 카메룬
- 캐나다
- 태국
- 터키
- 파키스탄
- 포르투갈
- 폴란드
- 프랑스
- 핀란드
- 헝가리

### 준회원국
- 라트비아
- 리투아니아
- 몰타
- 베트남
- 벨라루스
- 슬로베니아
- 에스토니아
- 에콰도르
- 우크라이나
- 자메이카
- 중화민국
- 케냐
- 코스타리카
- 쿠바
- 파나마
- 필리핀
- 홍콩

## 같이 보기
- 세계 측정의 날